# ダグラス・クープランド

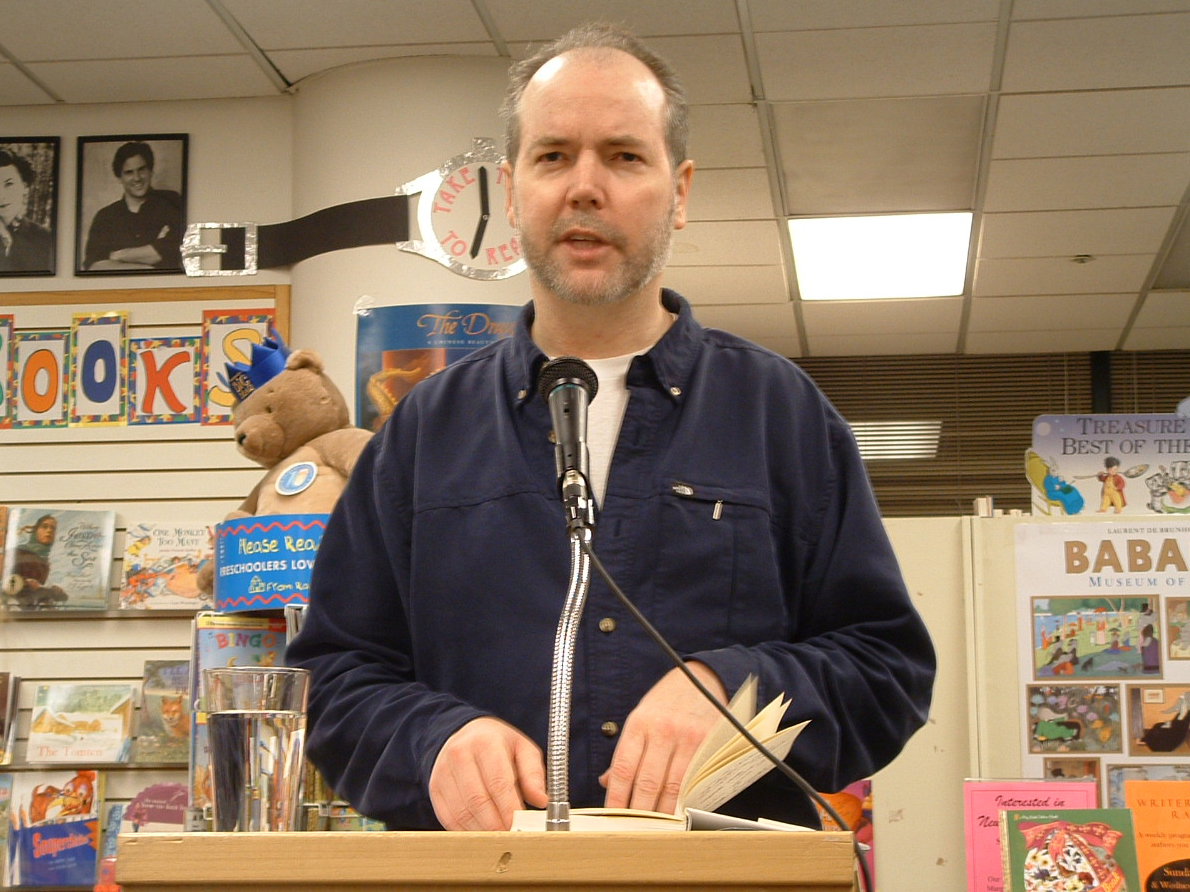
ダグラス・クープランド

ダグラス・クープランド（Douglas Coupland、1961年12月30日 - ）はカナダの小説家、劇作家、美術家。
過度に商業化された都会を逃れモハベ砂漠で暮らす三人の男女を描いた処女作『ジェネレーションX -加速された文化のための物語たち』（1991年、Generation X: Tales for an Accelerated Culture）は国際的なベストセラーとなり、「ジェネレーションX」・「マックジョブ」などの作中の数々の新語が世に広まることとなった。
クープランドの作品の多くは、新しいテクノロジーが北米の中流階級文化にもたらした衝撃とそれによる文化的シフトのありさまを描いている。また世俗的価値観と宗教的価値観の衝突、成長して大人の役割を果たすことの困難さ、メディアの飽和状態に対する皮肉な態度、ポップカルチャーや大衆文化から受ける美的誘惑などは彼が取り組んできた長年のテーマである。

## 生い立ち
クープランドは西ドイツのバーデン＝ヴュルテンベルク州にかつて存在したカナダ軍基地、「CFB Baden-Soellingen」で、軍医の父ダグラス・チャールズ・トーマスと母C. ジャネット・クープランドの間に生まれた。彼は四人兄弟の三番目で、4歳のときにカナダに戻りバンクーバーで育った。彼は現在、近郊のウェストバンクーバーに住んでいる。
クープランドは物理学を学ぶためモントリオールのマギル大学に進んだが1年でバンクーバーに戻り、エミリー・カー美術大学（Emily Carr Institute of Art and Design）で彫刻を学んだ。彼は札幌の北海道芸術デザイン専門学校に交換留学し、卒業後ミラノのヨーロッパ・デザイン学院（Instituto Europeo di Design）で美術を学んだ。
1985年から86年にかけて、彼は日米経営科学研究所（JAIMS、Japan-America Institute of Management Science）プログラムに参加しホノルルと東京でトレーニングを行い、東京ではマガジンハウスで勤務した。1986年末にバンクーバーに戻った彼は、『Vancouver Magazine』や『Western Living magazine』に大衆文化に関する記事を書き始めた。1988年、トロントに移りビジネス誌『Vista』に勤務したが、1989年には雑誌社勤務をやめて小説執筆を始めた。1991年3月に出版されたクープランドのデビュー作『ジェネレーションX -加速された文化のための物語たち』は彼の同世代を中心に爆発的なヒットとなった。批評家達からは彼らの世代の時代精神を捉えたと賞賛され、小説のタイトル（ジェネレーションX）はそのまま彼らの世代（1950年代末から1970年代初め生まれの世代）の別名となった。
1992年の二作目『シャンプー・プラネット』は前作より伝統的な構成の小説であったが、若い主人公の生活（ヒッピーの両親、ビデオゲームへの耽溺や消費文化への強迫観念）をより詳細に描いた。1993年の『ライフ・アフター・ゴッド』では、キリスト教の影響が希薄になった社会で、登場人物たちが愛や死や日常生活の意味を理解しようとする様を、相互にリンクした短編の中で描いた。
1995年の四作目『マイクロサーフス』ではアメリカのワシントン州シアトルとカリフォルニア州パロアルトを舞台に、ソフトウェア産業に従事する20代半ばの若者達の同居生活や起業を題材にした。マイクロソフトを思わせる会社の封建的な企業文化（『Microserfs』の「serf」は農奴を意味する）と、ドットコムバブル前のシリコンバレーの新興ソフト企業の文化の対照的な描写は話題になった。また小説の構造はコンピュータに打ち込まれた日記形態で顔文字やアスキーアートなどが頻出する、のちのブログを思わせるものであったほか、彼の美術学校以来の影響源であるアンディー・ウォーホルやジェニー・ホルツァーのポップアートやテキストアートをもとにタイポグラフィでの冒険を行った。これは当時、文芸評論家からは怪訝に思われたが、彼にとっては美術と文学の橋渡しをしようという意図があった。
1997年の『Girlfriend in a Coma』（ザ・スミスの同名曲に基づく）ではより広いテーマや、新鮮なイメージに満ちた成熟した文体に取り組もうとした。また超自然的現象の導入はクープランドの作品に変化をもたらした。登場人物や語り手は、注意深く描かれた、しかし一目でそれと分かる現代社会に生きているが、そこに自らの意思で昏睡状態に陥った彼らの仲間の少女と、17年後の彼女の目覚めが挿入される。これ以後のクープランドの作品は、超自然現象や可能性の極めて低い出来事（航空機事故や隕石衝突）を導入し、以前の世代論的なテーマからは遠ざかったが、より暗いテーマを探っている。中産階級の郊外生活という不動の世界の中で、人間の精神や魂がどう作動するのかに彼は関心を寄せている。彼の小説は豊かなユーモア、人間に対する注意深い観察が特徴であるが、批評家の中にはこれらの要素に注力するあまりプロットの組み立てがおろそかになる傾向があると指摘している。特に『Girlfriend in a Coma』の黙示録的終末というエンディングはその傾向の最たるものとも見られている。1999年の『Miss Wyoming 』はこの意味では読者を満足させる円満な小説だったが、クープランド自身はこれを軽い読み物とみなしている。
2001年、クープランドはバンクーバーのコンピュータ・アニメーター、マイク・ホワットソン（Michael Howatson）と組み、日本で『神は日本を憎んでる』を出版した（この本は日本語で出版され、それ以外の国では出版されていない）。バブル崩壊後の東京での新興宗教蔓延やフリーターの暮らしを描いたこの作品に続き、同年、フロリダの大都市圏での家族解体を、都市のランドスケープをメタファーとした『All Families Are Psychotic』を出版している。
2002年、彼はフランスのコンセプチュアル・アーティスト、ピエール・ユイグ（Pierre Huyghe）と共同で、高校生活の暗さについての小説『School Spirit』を出し、2003年にはバンクーバー郊外での架空の学校銃撃事件とその後を背景に、思春期の愛、性、宗教観や祈りをテーマとした『Hey Nostradamus!』を出版した。この小説は彼のキャリアの中でもとりわけ批評的に成功したもので数々の賞を受賞している。
2004年にはビートルズの同名曲（『エリナー・リグビー』）からタイトルをとった人間の孤独についての小説『Eleanor Rigby』を、2006年には『マイクロサーフス』の続編ともいえる『JPod』を出版した。この小説でもエレクトロニック・アーツをモデルにしたと思しきバンクーバー近郊のゲーム会社を舞台にした若者達の共同生活やインターネット経由の情報まみれの生活を、ブラックユーモアたっぷりに、『マイクロサーフス』同様タイポグラフィの様々な実験を駆使して描写している。

## 小説以外の活動と私生活
2001年以降は雑誌への寄稿をやめ、美術作品の制作に集中している。彼の作品はポップアートに影響を受け、ファインアートと文学、ロック、デザイン、大衆文化などとの境界を溶かそうとするもので、自分自身の小説や、ブレット・イーストン・エリス、チャック・パラニューク、ザ・スミス、R.E.M. などの作品の一節を使うなど、テキストを使用した作品を主に制作している。また演劇の脚本も手がけ、2004年にはイギリスのストラトフォード・アポン・エイヴォンのロイヤル・シェイクスピア・カンパニーのために『September 10』と題した戯曲を書いている。
クープランドは2005年に同性愛者であることをカミングアウトしている。政治的には特に一貫していないと述べ、個々の問題に対して保守的になることもあればリベラルを支持することもあると語っている。

## 作品

### 小説
- 『ジェネレーションX -加速された文化のための物語たち』 Generation X: Tales for an Accelerated Culture (1991)
- 『シャンプー・プラネット』 Shampoo Planet (1992)
- 『ライフ・アフター・ゴッド』 Life After God (1994)
- 『マイクロサーフス』 Microserfs (1995)
- Girlfriend in a Coma (1998)
- Miss Wyoming (2000)
- All Families Are Psychotic: A Novel (2001)
- 『神は日本を憎んでる』 God Hates Japan (2001)
- Hey Nostradamus! (2003)
- Eleanor Rigby (2004)
- JPod (2006)
- The Gum Thief (2007)
- Generation A (2009)
- Player One (2010)
- Highly Inappropriate Tales for Young People (2011)

### ノンフィクション
- Polaroids from the Dead (1996)
- Lara's Book: Lara Croft and the Tomb Raider phenomenon (1998)
- City of Glass (2000)
- Souvenir of Canada (2002)
- School Spirit (2002)
- Souvenir of Canada 2 (2004)
- Terry (2005)
- Extraordinary Canadians: Marshall McLuhan (2009)

### 演劇、脚本
- Douglas Coupland: Close Personal Friend (1996)
- September 10 (2004)
- Inside the Light (2005)
- Souvenir of Canada (2005) (執筆およびナレーション)
- Everything's Gone Green (2006)
- All Families Are Psychotic (2009)
- jPod (2008) (TVシリーズ)